# Скавотто, Карен
Ка́рен Патри́сия Скаво́тто (англ. Karen Patricia Scavotto; род. 17 апреля 1982, Данбери) — американская лучница, участница летних Олимпийских игр 2000 года, бронзовая призёрка Панамериканских игр 2007 года.

## Спортивная биография
Заниматься стрельбой из лука Скавотто начала в 8 лет, когда её отец подарил ей пластиковый лук со стрелами. В юношеском возрасте Карен тренировалась под руководством известного лучника Батча Джонсона, а также его жены Триши.
В 2000 году Карен дебютировала на летних Олимпийских играх. В соревнованиях лучниц молодая американская спортсменка в первом же раунде выбила свою соотечественницу Денис Паркер 162:152. В итоге Скавотто смогла пробиться в третий раунд соревнований, но там уступила японской спортсменке Саёко Каваути 157:159 и заняла 14-е место. В командном первенстве сборная США выбыла на стадии 1/4 финала, уступив соперницам из Южной Кореи 240:252. В 2002 году Скавотто поднялась на 7-е место в международном рейтинге FITA.
В 2007 году Скавотто завоевала свою самую значимую награду, став бронзовой медалисткой в командном первенстве на Панамериканских играх в Рио-де-Жанейро. В личном первенстве Карен выбыла в 1/8 финала и заняла 11-е место.
В 2008 году Карен завершила спортивную карьеру.

## Личная жизнь
- Окончила Обернский университет.